# Contea di Jiayin
La contea di Jiayin (嘉荫县S, Jiāyīn XiànP) è una contea della Cina, situata nella provincia di Heilongjiang e amministrata dalla prefettura di Yichun.